# رودریگو سوروگوین
رودریگو سوروگوین (اسپانیایی: Rodrigo Sorogoyen‎؛ زادهٔ ۱۶ سپتامبر ۱۹۸۱) کارگردان فیلم اهل اسپانیا است که همکاری نزدیکی با ایسابل پنیا دارد.
از فیلم‌ها یا مجموعه‌های تلویزیونی که وی در آن‌ها نقش داشته‌است، می‌توان به استکهلم، جانوران و مادر اشاره نمود.